# Ramelteon
Ramelteon, được bán trên thị trường với tên Rozerem, là một tác nhân ngủ liên kết có chọn lọc với thụ thể MT1 và MT2 trong nhân suprachiasmatic (SCN), thay vì liên kết với thụ thể GABA A, như với các thuốc như zolpidem.
Tuy nhiên, nó dường như không làm tăng tốc độ của giấc ngủ hoặc làm thay đổi tổng số giấc ngủ của một người. Nó được Cơ quan Quản lý Thực phẩm và Dược phẩm Hoa Kỳ (FDA) chấp thuận cho sử dụng lâu dài.
Ramelteon không cho thấy bất kỳ ràng buộc đáng kể nào với các thụ thể GABA A, có liên quan đến các tác dụng giải lo âu, myorelaxant và mất trí nhớ.

## Sử dụng trong y tế
Ramelteon có thể được sử dụng cho chứng mất ngủ, đặc biệt là khởi phát giấc ngủ bị trì hoãn.
Một đánh giá có hệ thống, được công bố vào năm 2014, đã kết luận "ramelteon được tìm thấy là có lợi trong việc ngăn ngừa mê sảng ở những người mắc bệnh y tế khi so sánh với giả dược." 

## Tác dụng phụ
Ramelteon đã không được chứng minh là tạo ra sự phụ thuộc và không cho thấy khả năng lạm dụng, và chứng mất ngủ và hồi phục điển hình với các bộ điều biến GABA không có trong ramelteon.
Sáu phần trăm bệnh nhân được điều trị bằng ramelteon trong các thử nghiệm lâm sàng đã ngừng điều trị do tác dụng phụ, so với 2% ở nhóm giả dược. Các tác dụng phụ thường gặp nhất dẫn đến ngừng thuốc là buồn ngủ, chóng mặt, buồn nôn, mệt mỏi, đau đầu và mất ngủ. Thông tin kê đơn chính thức của Hoa Kỳ cảnh báo về các trường hợp hiếm gặp về phản ứng phản vệ, suy nghĩ bất thường và tự tử ở bệnh nhân trầm cảm trước đó.
Ở những con chuột được điều trị bằng ramelteon trong hai năm, người ta đã quan sát thấy sự gia tăng của khối u gan và tinh hoàn, nhưng chỉ với liều lượng ít nhất gấp 20 lần so với liều khuyến cáo của con người trên cơ sở miligam / kg.

## Tương tác thuốc
Ramelteon đã được đánh giá về tương tác thuốc tiềm năng với các loại thuốc sau đây và cho thấy không có tác dụng đáng kể: omeprazole, theophylline, dextromethorphan, và midazolam, digoxin và warfarin. Không có tác dụng có ý nghĩa lâm sàng khi ramelteon được dùng cùng với bất kỳ loại thuốc này.
Một nghiên cứu tương tác thuốc cho thấy rằng không có tác dụng có ý nghĩa lâm sàng hoặc gia tăng các tác dụng phụ khi ramelteon và SSRI Prozac (fluoxetine) được dùng chung. Khi dùng chung với ramelteon, fluvoxamine (chất ức chế CYP1A2 mạnh) đã tăng AUC khoảng 190 lần và Cmax tăng khoảng 70 lần, so với ramelteon dùng một mình. Ramelteon và fluvoxamine không nên dùng chung. Bản mẫu:Significant drug interaction
Ramelteon nên được dùng thận trọng ở những bệnh nhân dùng thuốc ức chế CYP1A2 khác, thuốc ức chế CYP3A4 mạnh như ketoconazole và thuốc ức chế CYP2C9 mạnh như fluconazole.
Hiệu quả có thể bị giảm khi sử dụng ramelteon kết hợp với các chất gây cảm ứng enzyme CYP mạnh như rifampin, vì nồng độ ramelteon có thể bị giảm.

## Cơ chế hoạt động
Ramelteon là một chất chủ vận thụ thể melatonin có cả ái lực cao với thụ thể melatonin MT1 và MT2 và chọn lọc trên thụ thể MT3. Ramelteon thể hiện hoạt động chủ vận đầy đủ trong ống nghiệm trong các tế bào biểu hiện thụ thể MT1 hoặc MT2 của con người, và tính chọn lọc cao đối với thụ thể MT1 và MT2 của con người so với thụ thể MT3.
Hoạt động của ramelteon tại các thụ thể MT1 và MT2 được cho là góp phần vào các đặc tính thúc đẩy giấc ngủ của nó, vì các thụ thể này, được hoạt động bởi melatonin nội sinh, được cho là có liên quan đến việc duy trì nhịp sinh học dưới giấc ngủ bình thường- chu kỳ đánh thức. Ramelteon không có ái lực đáng kể đối với phức hợp thụ thể GABA hoặc đối với các thụ thể liên kết với neuropeptide, cytokine, serotonin, dopamine, noradrenaline, acetylcholine và opioids. Ramelteon cũng không can thiệp vào hoạt động của một số enzyme được chọn trong một bảng tiêu chuẩn.
Chất chuyển hóa chính của ramelteon, M-II, hoạt động và có khoảng một phần mười và một phần năm ái lực liên kết của phân tử cha mẹ đối với các thụ thể MT1 và MT2 của con người, tương ứng, và mạnh hơn 17 lần so với ramelteon trong các thử nghiệm chức năng in vitro. Mặc dù hiệu lực của M-II ở các thụ thể MT1 và MT2 thấp hơn so với thuốc mẹ, M-II lưu hành ở nồng độ cao hơn so với cha mẹ tạo ra phơi nhiễm toàn thân trung bình gấp 20 lần 100 lần so với ramelteon. M-II có ái lực yếu với thụ thể serotonin 5-HT 2B, nhưng không có ái lực đáng kể đối với các thụ thể hoặc enzyme khác. Tương tự như ramelteon, M-II không can thiệp vào hoạt động của một số enzyme nội sinh.